# 郵政貓
郵政貓（英語：Post Office cats，又稱郵貓），起始於19世紀的英國。1868年時，倫敦的老鼠十分氾濫，英國郵政總局僱用三隻貓防鼠，牠們每周可得到一先令薪資。由於成效顯卓，五年後牠們的薪資升了兩倍；並且郵政總局開始在其他郵局雇用郵政貓。
1870年代，比利時當局甚至曾設想讓貓來傳遞郵件，但終究放棄了這個想法。在1900年前後，美國共有三百隻貓成為五十間郵局的正式員工，用於防範鼠類侵襲郵件:259。
最為知名的郵政貓是Tibs，1950年出生的牠總共在英國郵政總局任職14年，使那裡的老鼠近乎絕跡，牠於1964年11月去世。
最後一隻郵政貓布萊克（Blackie）於1984年6月去世，那時英國已不再雇用郵政貓，裝郵件的布袋已被防鼠的塑膠袋取代。

## 近況
2017年，倫敦郵政博物館向民間招募12隻貓咪象徵性地擔任「郵政博物館貓」（PMC）和「年度博物館大使」，直到2018年9月。